# Knoopsgatensteek

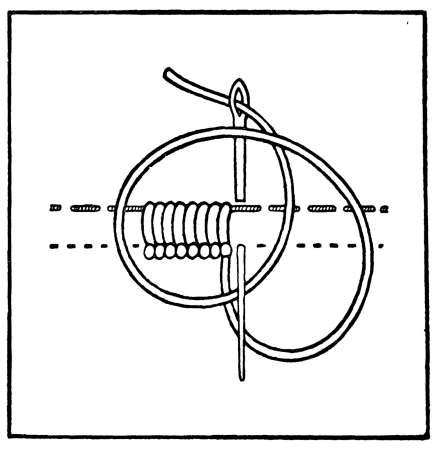
De knoopsgatensteek dicht bij elkaar toegepast

De knoopsgatsteek en de variant festonsteek of dekensteek zijn zowel een decoratieve borduursteek, als een steek die gebruikt kan worden bij het naaien van kledingstukken. Een rechtshandige maakt deze steken van links naar rechts.

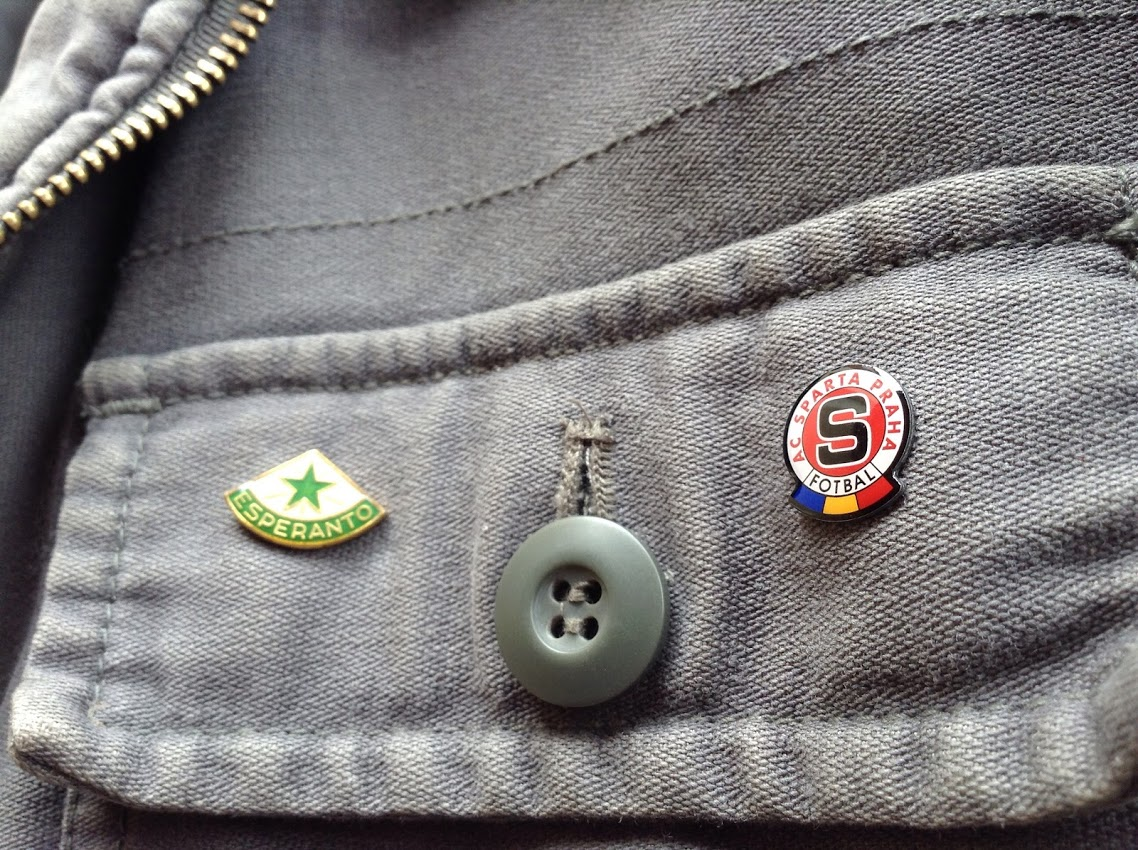
Een met de knoopsgatensteek afgewerkt knoopsgat

## Toepassing bij knoopsgaten
Voor een knoopsgat wordt een snee in de stof gemaakt, die in lengte maar nauwelijks groter is dan de diameter van de knoop. Om ervoor te zorgen dat de stof niet gaat rafelen, wordt de snee omslingerd met de knoopsgatensteek. De steken worden zijn dezelfde als die van de festonsteek, maar worden heel dicht naast elkaar gezet. Meestal wordt dezelfde kleur gebruikt als die van de stof van het kledingstuk, maar een afstekende kleur wordt ook wel gebruikt. Met de knoopsgatensteek wordt een stevige afwerking van het knoopsgat gemaakt, mits daarbij uiteraard een slijtvaste draad gebruikt wordt.

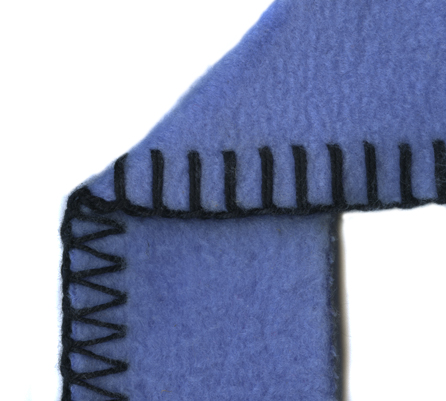
Een deken aan de randen afgewerkt met de festonsteek. De voor en achterzijde zijn afgebeeld

## Toepassing festonsteek
De festonsteek wordt verder uit elkaar gezet, maar dient hetzelfde doel als de knoopsgatensteek: het voorkomen van rafelen. De festonsteek wordt bijvoorbeeld toegepast bij de randen van dekens, en is daarmee een alternatief voor een zoom. Bij dekenstof zou een zoom te dik worden.

## Toepassingen bij borduurwerk

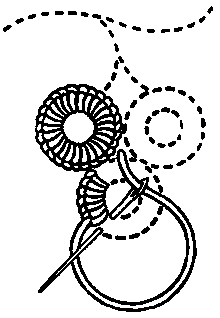
Festontsteken in de rondte, zodat een wiel ontstaat.

Met een afstekende kleur kunnen beide steken gebruikt worden in borduurwerk, los in de ruimte, of om gaatjes en randen af te werken. Er kan een decoratieve lijn ontstaan. In een rondje geborduurd met de strepen naar binnen ontstaat bijvoorbeeld een wiel.